# Mughiphantes tienschangensis
Mughiphantes tienschangensis är en spindelart som först beskrevs av Andrei V. Tanasevitch 1986.  Mughiphantes tienschangensis ingår i släktet Mughiphantes och familjen täckvävarspindlar. Inga underarter finns listade i Catalogue of Life.